# Kapitan Służby Więziennej
Kapitan Służby Więziennej (kpt. SW) – stopień w Służbie Więziennej, odpowiednik stopnia kapitana w Siłach Zbrojnych RP.
Wzory dystynkcji kapitana SW zostały określone w rozporządzeniu ministra sprawiedliwości z dnia 7 lutego 2011 w sprawie umundurowania funkcjonariuszy Służby Więziennej.